# Запольяи, Миклош

Герб рода Запольяи

Миклош Запольяи (венг. Szapolyai Miklós; ? — 1468) — венгерский религиозный деятель, епископ Семиградья с 1461 года.

## Биография
Представитель знатного рода венгерских феодалов Запольяи или Заполья (венг. Zapolyai, Szapolyai). Сын Владислава Запольяи, владельца Шоймоша, брат Имре и Иштвана.
Благодаря ходатайству брата Имре Запольяи в 1461 стал епископом Трансильвании. Утверждение его в епископстве Папой римским Пием II состоялось в 1462 году.
29 марта 1464 года присутствовал на коронации короля Венгрии Матьяша I, где он и другие первосвященники 3 апреля подтверждали заключение мира между на Матьяшем I и императором Священной Римской империи Фридрихом III.
В 1467 году поддержал брата Имре Запольяи, который был в числе лидеров значительной части семиградских феодалов, выступивших против Матьяша I. Непосредственое участие и роль Миклоша в мятеже в Трансильвании не известны, но после его смерти король приказал епископу Альбы Юлию снести замок, принадлежавший епископу Миклошу Запольяи, чтобы свести к минимуму влияние епископской власти.